# Quebrangulo
Quebrangulo là một đô thị thuộc bang Alagoas, Brasil. Đô thị này có diện tích 299,92 km², dân số năm 2007 là 11269 người, mật độ 37,57 người/km².